# Andrejus Zadneprovskis
Andrejus Zadneprovskis (Kaliningrado, RSFS de Rusia; 31 de agosto de 1974) es un deportista lituano especializado en pentatlón moderno, ganador de una medalla de plata en 2004 durante los Juegos Olímpicos de Atenas y una de bronce en las siguientes olimpiadas en Pekín.
En los Juegos de Pekín Andrejus Zadneprovskis ganó el bronce con 5524 puntos, 24 por debajo de su compatriota Edvinas Krungolcas, que consiguió la plata (5548 Puntos). El ganador de la prueba fue el ruso Andrei Moiseyev.
Zadneprovskis también ha conseguido el oro en individual en los campeonatos del mundo de 2000 y 2004 y el bronce en el mundial de 2006 en Guatemala.

## Resultados
| Año  | Torneo               | Lugar                           | Resultado | Prueba     |
| ---- | -------------------- | ------------------------------- | --------- | ---------- |
| 1997 | Campeonato del Mundo | Sofía, Bulgaria                 | 3º        |            |
| 2000 | Campeonato del Mundo | Pésaro, Italia                  | 2º        |            |
|      | Juegos Olímpicos     | Sídney, Australia               | 7º        |            |
| 2001 | Campeonato de Europa | Sofía, Bulgaria                 | 1º        |            |
| 2002 | Campeonato de Europa | Ústí nad Labem, República Checa | 2º        |            |
| 2004 | Campeonato del Mundo | Moscú, Rusia                    | 1º        | Individual |
|      | Juegos Olímpicos     | Atenas, Grecia                  | 2º        | Individual |
| 2006 | Campeonato de Europa | Budapest, Hungría               | 16º       |            |
|      | Campeonato del Mundo | Ciudad de Guatemala, Guatemala  | 1º        | Individual |
| 2008 | Juegos Olímpicos     | Pekín, China                    | 3º        | Individual |